# 樹村みのり
樹村 みのり（きむら みのり、1949年〈昭和24年〉11月11日 - ）は、日本の漫画家。埼玉県出身。

## 略歴
1964年、東京家政大学附属女子中学校に在学中の3年生の時、14歳にて『ピクニック』（集英社『りぼん』春休み大増刊）でデビュー。以後、夏休みや春休みごとに執筆する学生作家として、1960年代から1970年代にかけて『COM』、『りぼんコミック』で作品を発表。アウシュビッツ、ベトナム、リオデジャネイロの貧民街などを舞台にしたり、普通の女の子の病気の一日を扱いながら登場人物たちの心の襞を緻密に描く作風により、マイナーながらもいわゆる24年組の一人に数えられる。
大学卒業後、執筆を一時中断するが、1974年に『別冊少女コミック』（小学館）掲載の「贈り物」で復帰。小学生時代のエピソードを描きながら全共闘運動を暗喩として物語る。その後、少女と4人の下宿女子大生の交流を描いた「菜の花畑のこちら側」を発表、以後講談社、秋田書店などの少女誌や青年誌、レディース誌などで幅広い執筆活動を行う。
近年は寡作であるが、宙出版の雑誌での過去作の再録、ヘルスワーク協会からは作品集が出版されている。2008年現在、朝日新聞出版の夢幻館にて読み切り連載を掲載している。
また、秋本治、夢枕獏、みなもと太郎など、男性作家のリスペクターも多い。

## 作品リスト

### 単行本収録作品
- 『ポケットの中の季節 (1)』 小学館〈フラワーコミックス〉 1976年 ISBN 978-4091300911 - 初の単行本[4]
  - 贈り物（『別冊少女コミック』1974年10月号掲載）
  - 見えない秋（『別冊少女コミック』1974年11月号掲載）
  - 菜の花（『別冊少女コミック』1975年1月号掲載）
  - 病気の日（『りぼんコミック』1970年8月号掲載）
  - 海へ（『りぼんコミック』1970年9月号掲載）
  - カルナバル（『りぼんコミック』1970年10月号掲載）
  - 冬の花火（『りぼんコミック』1971年2月号掲載）
  - 跳べないとび箱（『りぼん』1971年5月号掲載）
- 『ポケットの中の季節 (2)』 小学館〈フラワーコミックス〉 1977年 ISBN 978-4091300928
  - 菜の花畑のこちらがわ（『別冊少女コミック』1975年11月号 - 1976年1月号掲載）
  - おとうと（『COM』1969年9月号掲載）
  - ウルグアイからの手紙（『ファニー』1973年5月号掲載）
  - おねえさんの結婚（『COM』1971年9月号掲載）
- 『雨』 朝日ソノラマ〈サンコミックス〉 1977年
  - 雨（『りぼん』1966年12月号掲載）
  - トミィ（『ジュニアコミック』1968年3号掲載）
  - 風船（『ジュニアコミック』1969年8号掲載）
  - トンネル（『ジュニアコミック』1969年9号掲載）
  - にんじん（『ジュニアコミック』1969年10号掲載）
  - まもる君が死んだ（『りぼんコミック』1970年5月号掲載）
  - こうふくな話（『COM』1971年12月号掲載）
  - 翼のない鳥（『別冊少女コミック』1975年4 - 5月号掲載）
- 『病気の日』 主婦の友社〈ロマンコミック自選全集〉 1978年
  - 病気の日（『りぼんコミック』1970年8月号掲載）
  - 海へ（『りぼんコミック』1970年9月号掲載）
  - カルナバル（『りぼんコミック』1970年10月号掲載）
  - 冬の花火（『りぼんコミック』1971年2月号掲載）
  - おとうと（『COM』1969年9月号掲載）
  - ヒューバートおじさんの優しい愛情（『少女コミック増刊フラワーコミック』1974年冬の号掲載）
  - 贈り物（『別冊少女コミック』1974年10月号掲載）
  - 見えない秋（『別冊少女コミック』1974年11月号掲載）
  - 菜の花（『別冊少女コミック』1975年1月号掲載）
  - 早春（『りぼんデラックス』1976年春の号掲載）
- 『ピクニック』 朝日ソノラマ〈サンコミックス〉 1979年
  - ピクニック（『りぼん』1964年春の増刊号掲載）
  - ふたりだけの空（『りぼん』1965年8月号付録掲載）
  - 風船ガム（『りぼん』1965年8月号付録掲載）
  - 雨の中のさけび（『りぼん』1965年8月号付録掲載）
  - エッちゃんのさくら貝（『別冊りぼん』1966年1号掲載）
  - こわれた時計（『別冊りぼん』1966年4号掲載）
  - あした輝く星（『りぼん』1967年4月号 - 6月号掲載）
- 『ローズバッド・ロージー』 新書館 〈フォアレディース〉1979年
  - ローズバッド・ロージー（『リリカ』1976年11月号 - 1977年1月号掲載）
  - となりの一平君（『リリカ』1977年2月号 - 6月号、8月号掲載）
  - 季節の刻み（雑誌掲載時のタイトルは「12ヶ月の刻み」、『モンブラン』1977年9月号 - 1978年8月号掲載）
- 『カッコーの娘たち』 講談社 〈KCミミ〉1979年
  - カッコーの娘たち（『ミミ』1978年4月号、6月号掲載）
  - 40-0（『ミミ』1977年2月号掲載）
  - 海の宝石（『ミミ』1977年9月号掲載）
  - ニィおじちゃんの優雅な「苦笑」（『ミミ』1979年1月号掲載）　
  - わたしの宇宙人（『ビッグコミックオリジナル』1977年5月1日増刊号掲載）
- 『カッコーの娘たち』 朝日ソノラマ〈ソノラマコミック文庫〉 2006年
  - カッコーの娘たち（『ミミ』1978年4月号、6月号掲載）
  - 40-0（『ミミ』1977年2月号掲載）
  - 晴れの日雨の日曇りの日（『別冊少女コミック』1978年8月号掲載）
  - 砂漠の王さま（『週刊セブンティーン』1980年2月19日号掲載）
  - 夜の少年（『プチフラワー』1981年秋の号掲載）
  - Flight＜飛行＞（『月刊セブンティーン』1979年4月号掲載）
- 『菜の花畑のむこうとこちら』 ブロンズ社 1980年
  - 菜の花（『別冊少女コミック』1975年1月号掲載）
  - 菜の花畑のこちらがわ（『別冊少女コミック』1975年11月号 - 1976年1月号掲載）
  - 菜の花畑のむこうとこちら（『別冊少女コミック』1977年3月号掲載）
  - 菜の花畑は夜もすがら（『別冊少女コミック』1977年10月号掲載）
  - 菜の花畑は満員御礼（『別冊少女コミック』1978年12月号掲載）
- 『悪い子』 潮出版社〈希望コミックス〉 1981年
  - 悪い子（『プチコミック』1980年8月号掲載）
  - Kの世界（コミックトム』1980年11月号掲載）
  - 晴れの日雨の日曇りの日（『別冊少女コミック』1978年8月号掲載）
  - 犬・けん・ケン物語（『プリンセス』1978年5月号、6月号、9月号掲載）
- 『海辺のカイン』 講談社 〈KCミミ〉1981年
  - 海辺のカイン（『月刊ミミ』1980年6,8,11月号、1981年1,3月号掲載）
- 『Flight（フライト）』 朝日ソノラマ〈サンコミックス〉 1982年
  - Flight＜飛行＞（『月刊セブンティーン』1979年4月号掲載）
  - 砂漠の王さま（『週刊セブンティーン』1980年2月19日号掲載）
  - ピューグルムン（『プチコミック』1981年1月号 - 3月号掲載）
  - 夢の枝えだ（『ミミデラックス』1980年秋の号掲載）　
  - 夏の一日（『月刊デュオ』1981年9月号掲載）
- 『あざみの花』 潮出版社 〈希望コミックス〉1982年
  - あざみの花（『コミックトム』1981年8月号、12月号、1982年2月号掲載）
  - かけあし東ヨーロッパ（『プチコミック』1979年11月号掲載）
  - マルタとリーザ（雑誌掲載時のタイトルは「パサジェルカ＜女船客＞」、『マンガ少年』1979年12月号、1980年1月号、2月号掲載）
- 『星に住む人びと』 秋田書店〈ボニータコミックス〉 1982年
  - ローマのモザイク（『別冊少女コミック』1975年2月号掲載）
  - 早春（『りぼんデラックス』1976年春の号掲載）
  - 姉さん（『別冊少女コミック』1976年6月号掲載）
  - 水の町（『プリンセス』1977年5月号掲載）
  - わたしたちの始まり（『別冊少女コミック』1975年2月号掲載）
  - 星に住む人びと（『別冊少女コミック』1976年11月号掲載）
- 『ジョーン・Bの夏』 東京三世社〈マイコミックス〉 1983年
  - ジョーン・Bの夏（『プチフラワー』1980年夏の号掲載後、『少年少女SFマンガ大全集part.11』―1981年7月1日発行―に加筆掲載）
  - 夜の少年（『プチフラワー』1981年秋の号掲載）
  - 水子の祭り（『プチフラワー』1982年秋の号掲載）
  - ひとりと一匹の日々（『グレープフルーツ』1982年4号掲載）
- 『歪んだ鏡』 秋田書店 〈ボニータイブコミックス〉1983年
  - 歪んだ鏡（『デラックスボニータ』1982年創刊号掲載）
  - ルイ子さんのメガネ（『ミミ』1980年1月号掲載）
  - 無花果の木（『デラックスボニータ』1982年3号・4号掲載）
  - 冬の旅（『デラックスボニータ』1983年5号掲載）　
  - ジョニ・ミッチェルに会った夜の私的な夢（『Bonita Eve』1983年7月号掲載）
- 『ふたりが出会えば』 秋田書店〈ボニータイブコミックス〉 1984年
  - わたしの宇宙人（『ビッグコミックオリジナル』1977年5月1日増刊号掲載）
  - 結婚したい女（『ビッグコミックオリジナル』1978年10月15日増刊号掲載）
  - ふたりが出会えば（『ビッグコミックオリジナル』1979年3月20日号掲載）
  - 直美さんが行く（『ビッグコミックオリジナル』1979年12月5日号掲載）　
  - 前略同居人サマ（『ビッグコミックオリジナル』1977年6月20日号掲載）
  - クリーム・ソーダ物語（『ヤングジャンプ』1982年3月18日号掲載）　
  - 菜の花畑のむこうとこちら（『別冊少女コミック』1977年3月号掲載）
  - 菜の花畑は夜もすがら（『別冊少女コミック』1977年10月号掲載）
  - 菜の花畑は満員御礼（『別冊少女コミック』1978年12月号掲載）
- 『土井たか子グラフィティ』 スコラ 〈バーガーSC〉1989年
  - 土井たか子グラフィティ（雑誌掲載時のタイトルは「土井たか子物語」、『コミックバーガー』1989年10月10日号掲載）
  - となりのまあちゃん（社会新報 1983年1月1日号 - 12月27日掲載より抜粋）
  - かけあし東ヨーロッパ（『プチコミック』1979年11月号掲載）
  - ジョニ・ミッチェルに会った夜の私的な夢（『Bonita Eve』1983年7月号掲載）
- 『母親の娘たち』 河出書房新社 〈カワデパーソナルコミックス〉1990年
  - 母親の娘たち（『Bonita Eve』1984年1月号 - 6月号掲載）
- 『母親の娘たち - 樹村みのり作品集【女性編】』 ヘルスワーク協会 1998年12月
  - 母親の娘たち（『Bonita Eve』1984年1月号 - 6月号掲載）
  - 夏を迎えに（『プチフラワー』1985年8月号掲載）
  - 家族の風景（『フォアレディ』1990年8月号掲載）
  - 初秋（『Belle ROSE』1994年9月号掲載）
  - 今日までそして明日から（『Belle ROSE』1995年8月号掲載）
- 『海辺のカイン - 樹村みのり作品集【少女編】』 ヘルスワーク協会 1998年12月
- 『菜の花畑のむこうとこちら - 樹村みのり作品集【菜の花畑編】』 ヘルスワーク協会 1999年5月
- 『悪い子 - 樹村みのり作品集【子ども編】』 ヘルスワーク協会 1999年5月
- 『冬の蕾－ベアテ・シロタと女性の権利』 労働大学出版センター 2005年
  - 冬の蕾－ベアテ・シロタと女性の権利（『Belle ROSE』1993年12月号 - 1994年2月号掲載「二月の九日間」の加筆改題）
- 『冬の蕾－ベアテ・シロタと女性の権利』 岩波書店〈岩波現代文庫〉2020年
  - 冬の蕾－ベアテ・シロタと女性の権利（『Belle ROSE』1993年12月号 - 1994年2月号掲載「二月の九日間」の加筆改題）
  - あなたとわたし（2002年1月30日発行「女性学・男性学」（有斐閣）に描き下ろし）
  - 花子さんの見た未来？（2002年1月30日発行「女性学・男性学」（有斐閣）に描き下ろし）
  - 今日の一日の幸（2002年1月30日発行「女性学・男性学」（有斐閣）に描き下ろし）
- 『見送りの後で』 朝日新聞社 2008年 ISBN 978-4022131140
  - 見送りの後で（『夢幻館』Vol.11―『ネムキ』2006年11月号増刊―掲載）
  - 星に住む人々（『夢幻館』Vol.12―『ネムキ』2007年2月号増刊―掲載）※1976年発表作品のリメイクであるが全ページ新作
  - 風のささやき（『I（アイ）』1987年7月号掲載）
  - また明日、ネ（『プチフラワー』1984年12月号）
  - 柿の木のある風景（『夢幻館』Vol.13、Vol.14―2007年発行―掲載）
- 『彼らの犯罪』 朝日新聞出版 2009年 ISBN 978-4022140180
  - 彼らの犯罪（『Rosa』1992年12月号掲載）
  - 親が・殺す（『Rosa』1993年3月号掲載）
  - 夢の入り口（『Belle ROSE』1993年9月号掲載）
  - シリーズ・横からの構図（『Human Sexuality』1990年10月号、1991年2月号、5月号、8月号、1992年2月号、5月号、8月号掲載）
- 『愛ちゃんを捜して』 朝日新聞社 2011年 ISBN 978-4022140593
  - 乃己子（『ねこメロ！』2009年Vol.7掲載）
  - おかあさんがいない（『ねこミックス』第1巻―2001年発行―掲載）　
  - 愛ちゃんを捜して（『ねこメロ！ 2009年Vol.5～6掲載）
  - 心太覚え書き（『ねこメロ！』2009年Vol.3掲載）
  - うちの猫は世界一（『ねこメロ！』2009年Vol.1掲載）
  - 猫なんですけど（『夢幻館』Vol.10―2006年発行―掲載）
  - 猫の木（『ねこまんが』No.1―2001年発行―掲載）
  - ノラ猫春秋（『ねこメロ！』2009年Vol.2掲載）
- 『彼らの犯罪』 岩波書店〈岩波現代文庫〉 2021年 ISBN 978-4006023416

### その他の作品
- 解放の最初の日（『COM』1970年5・6月合併号掲載）※「夜はまだ明けない」（ほるぷ出版）に収録
- 2月のふたり（『高一時代』1974年2月号掲載）
- 雪どけ（『別冊少女コミック』1974年12月号掲載）
- 昼の雪（『週刊少女コミック』1976年1月18・25日合併号掲載）
- 訪問（『別冊少女コミック』1976年3月号掲載）
- 夏の歌（『Jotomo』1977年6月号掲載）
- メダリオン（『LaLa』1978年3月号掲載）
- 窓辺の人（『だっくす』1978年11月号掲載）
- 世界中でいちばん○○なマーおばちゃん（『ミミ』1979年6月号掲載）
- 麦わら帽子いっぱいの夏休み（『ミミ』1979年8月号掲載）
- 3Bブルース（『ヤングジャンプ』1981年2月5日号掲載）
- ひょうたん島とリンゴの木（『ビッグコミックスピリッツ』1981年4月号掲載）
- ともだち（『ミミデラックス』1981年初夏の号掲載）
- 転校生（『ギャルコミ』1982年9月号掲載）
- 人の獣（『デラックスボニータ』1982年9月増刊号掲載）
- ナイト・ドライヴ（『少年少女SF競作大全集』Vol.16－1982年10月－掲載）
- どうにかしなくちゃ女の子（『週刊セブンティーン』1983年37号掲載）
- 谷間に3人の魔女が住む（『Bonita Eve』1983年10月号掲載）
- ざしき童子のはなし（『コミックトム』1983年12月号掲載）※「宮澤賢治漫画館」（潮出版社）第5巻に収録
- 誰かさん見いつけた（『ビッグコミックスピリッツ増刊』1984年12月5日号掲載）
- 冬の棘の木（『Me』1985年1月号掲載）
- ひかりの素足（『コミックトム』1985年2月号、3月号掲載）※「宮澤賢治漫画館」（潮出版社）第2巻に収録
- いつも私の…（『Me』1985年6月号掲載）
- 遠い声（『Eleganceイブ』1985年9月号掲載）
- 仮面の王国（『ASUKA』1985年11月号掲載）
- 三年目のカイン（『Bonita Eve』1985年11月号掲載）
- リカちゃん以前の女の子達（1986年7月30日発行「リカの想い出」（NESCO）に描き下ろし）
- 未来子（『ビバプリンセス』1986年12月25日号掲載）
- 昨日の続き（『ビバプリンセス』1987年2月25日号掲載）
- 帰り道（『ビバプリンセス』1987年6月25日号掲載）
- 家への長い道のり（『ビバプリンセス』1988年2月25日号掲載）
- 春の足おと（『ビバプリンセス』1988年4月25日号掲載）
- わたしが人類ですっ（『フォアレディ』1989年6月号掲載）
- ちょっと来てトモちゃん（北海道新聞 1989年10月7日号 - 1991年10月26日号掲載）※全101編中80編を2018年に同人誌で出版
- And I Love Her－アンド アイ ラブ ハー－（『ROSA』1993年6月号掲載）
- The ROSE（『Belle ROSE』1994年3月号掲載）
- You've Got A Friend－ユーヴ ゴット ア フレンド－（『Belle ROSE』1994年6月号掲載）
- 本田沙恵子と小野香織の場合（2000年5月30日発行「セクシュアル・ハラスメントのない世界へ」（有斐閣）に描き下ろし）
- 昨日のつぶやき（『夢幻館』Vol.17―2008年発行―掲載）
- 明日の希望（岩波現代文庫『彼らの犯罪』ー2021年発行ー書き下ろし）
- 僕は、そして僕たちはどう生きるか（梨木香歩原作：2024年4月～web岩波連載）

### 自主出版本
- ももちゃん、がっちゃん（2016年5月発行　ねこの手出版）
- うちの猫は世界一（2017年8月発行　ねこ会議出版）
- 福太な日々（2017年11月発行　ねこ会議出版）
- ちょっと来てトモちゃん（2018年5月発行　ねこ会議出版）
- 愛ちゃんを捜して（2018年11月発行　ねこ会議出版）
- ぼくとおばあちゃん（2019年8月発行　ねこ会議出版）
- 不思議の国の花子さん（2019年11月発行　ねこ会議出版）

## イベント
- 樹村みのり展─その優しさ、芯の強さ（2022年2月18日 - 6月6日[2]、明治大学「米沢嘉博記念図書館」現代マンガ図書館[2]）

## アシスタント
- 酒井美羽
- 佐々木淳子
- 笹生那実[9]
- 夢野一子[9]